# Nomme
Nomme är den svenska electroartisten Emmons tredje studioalbum, utgivet 17 juni 2011 på Wonderland Records.
Albumet producerades av Emmon och Jimmy Monell. Det spelades in i Producktion Studio i Stockholm under 2010 och 2011 och mixades av Emmon och Monell. Skivan mastrades av Hans Olsson Brookes. Omslaget designades av Emmon och Fredrik Svensson. Fotograf var Tony Ahola. Jon Axelsson medverkar på synt på "Insomnia".

## Låtlista
Där inte annat anges är låtarna skrivna av Emma Nylén.
1. "Basexpressen" – 5:10
2. "Distance" – 4:20
3. "Body Jar" – 3:42
4. "Ghost Dance" – 4:34
5. "Black Light" – 4:19
6. "Slottet" – 4:36 (Emma Nylén, Jimmy Monell)
7. "Love Track" – 3:54
8. "Oratory" – 5:20
9. "All Yours" – 4:13
10. "Hammerville Heights" – 4:15

## Mottagande
Albumet har medelbetyget 3,4/5 på Kritiker.se, baserat på fyra recensioner.